# Ncunda
Ncunda är ett vattendrag i Burundi.   Det ligger i provinsen Ruyigi, i den centrala delen av landet, 90 km öster om huvudstaden Bujumbura.
I omgivningarna runt Ncunda växer huvudsakligen savannskog. Runt Ncunda är det ganska tätbefolkat, med 192 invånare per kvadratkilometer.